# Bella Villa (Misuri)
Bella Villa es una ciudad ubicada en el condado de San Luis en el estado estadounidense de Misuri. En el Censo de 2010 tenía una población de 729 habitantes y una densidad poblacional de 2.233,88 personas por km².

## Geografía
Bella Villa se encuentra ubicada en las coordenadas 38°32′37″N 90°17′8″O / 38.54361, -90.28556. Según la Oficina del Censo de los Estados Unidos, Bella Villa tiene una superficie total de 0.33 km², de la cual 0.33 km² corresponden a tierra firme y (0%) 0 km² es agua.

## Demografía
Según el censo de 2010, había 729 personas residiendo en Bella Villa. La densidad de población era de 2.233,88 hab./km². De los 729 habitantes, Bella Villa estaba compuesto por el 92.59% blancos, el 1.51% eran afroamericanos, el 0.27% eran amerindios, el 1.92% eran asiáticos, el 0% eran isleños del Pacífico, el 1.65% eran de otras razas y el 2.06% pertenecían a dos o más razas. Del total de la población el 4.25% eran hispanos o latinos de cualquier raza.